# 엘레트라 람보르기니
엘레트라 람보르기니(Elettra Lamborghini, 1994년 5월 17일 ~ )는 이탈리아의 가수, 댄서, 텔레비전 사회자, 모델, 인플루언서이다. 이탈리아의 슈퍼카 브랜드 람보르기니의 창립자 페루치오 람보르기니의 손녀이다. 2018년 초 싱글 "Pem Pem"으로 가수 데뷔하였으며, 2019년 데뷔 앨범 Twerking Queen 을 발매하였다.

## 음반 목록
- Twerking Queen (2019)